# Нечкасова, Галина Сергеевна
Галина Сергеевна Нечкасова (род. 7 марта 1989, Болотное, Новосибирская область) — российская биатлонистка. Мастер спорта международного класса. Чемпионка мира по летнему биатлону в смешанной эстафете 2011. Пятикратная чемпионка России.

## Спортивная карьера
В школьном возрасте занималась лыжными гонками в родном г. Болотное (Новосибирская обл.). Ни биатлон, ни большой спорт в жизненные планы не входили. В биатлон пришла, лишь поступив в университет, в 2005 году. В сборной России дебютировала в сезоне 2013/14.
Личные тренеры: Басов Сергей Николаевич, Челюканов Геннадий Егорович, Попов Константин Сергеевич.
Первые тренеры : Хаманов Геннадий Викторович, Филатов Анатолий Васильевич.

### Чемпионаты России
| Год       | Инд     | Суп спр | Суп пре | Мар | Сме эст | Ком | Пат гон | Спр | Пре | Эст | Мас ста |
| --------- | ------- | ------- | ------- | --- | ------- | --- | ------- | --- | --- | --- | ------- |
| 2010/2011 | •       | 25      | 2       | •   | •       | 11  | 4       | •   | •   | •   | •       |
| 2011/2012 | 48 и 21 | 4       | 20      | •   | 10      | —   | 2       | 21? | 25  | 3   | 16      |
| 2012/2013 | 40      | 10      | 2       | 8   | 5       | •   | 1       | 16  | 12  | 1   | 9       |
| 2013/2014 | 1       | •       | •       | •   | •       | •   | •       | •   | •   | 1   | 5       |
| 2014/2015 | 43      | •       | •       | •   | •       | 4   | •       | 18  | 6   | 1   | 9       |

— — гонка не проводилась
 ·  — спортсмен не участвовал в этой гонке

### Кубок мира
В январе 2014 года была включена в состав российской команды на этап кубка мира 2013/2014 в Антхольце-Антерсельве. 16 января 2014 года состоялся дебют Галины в кубке мира в спринтерской гонке Антхольца. По итогам гонки она заняла 59-е место.
Дебютировала в эстафете: второй этап в Оберхофе 7 января 2015 года. После своего этапа была 4-й, итог — 7 место.

#### Статистика выступлений в Кубке мира
| 2014/2015 Итоги | 2014/2015 Итоги | Эстерсунд | Эстерсунд | Эстерсунд | Эстерсунд | Хохфильцен | Хохфильцен | Хохфильцен | Поклюка | Поклюка | Поклюка | Оберхоф | Оберхоф | Оберхоф | Рупольдинг | Рупольдинг | Рупольдинг | Антхольц | Антхольц | Антхольц | Нове Место | Нове Место | Нове Место | Нове Место | Холменколлен | Холменколлен | Холменколлен | ЧМ Контиолахти | ЧМ Контиолахти | ЧМ Контиолахти | ЧМ Контиолахти | ЧМ Контиолахти | ЧМ Контиолахти | Ханты-Мансийск | Ханты-Мансийск | Ханты-Мансийск |
| Очков           | Место           | См        | Инд       | Спр       | Пр        | Спр        | Эст        | Пр         | Спр     | Пр      | МС      | Эст     | Спр     | МС      | Эст        | Спр        | МС         | Спр      | Пр       | Эст      | Сусм       | См         | Спр        | Пр         | Инд          | Спр          | Эст          | См             | Спр            | Пр             | Инд            | Эст            | МС             | Спр            | Пр             | МС             |
| 5               | 89              | —         | 54        | —         | —         | —          | —          | —          | —       | —       | —       | 7       | 36      | —       | 8          | 47         | —          | —        | —        | —        | —          | —          | —          | —          | 80           | —            | —            | —              | —              | —              | —              | —              | —              | —              | —              | —              |

| 2013/14 Итоги | 2013/14 Итоги | Эстерсунд | Эстерсунд | Эстерсунд | Эстерсунд | Хохфильцен | Хохфильцен | Хохфильцен | Анси | Анси | Анси | Оберхоф | Оберхоф | Оберхоф | Рупольдинг | Рупольдинг | Рупольдинг | Антхольц | Антхольц | Антхольц | Зимние Олимпийские Игры | Зимние Олимпийские Игры | Зимние Олимпийские Игры | Зимние Олимпийские Игры | Зимние Олимпийские Игры | Зимние Олимпийские Игры | Поклюка | Поклюка | Поклюка | Контиолахти | Контиолахти | Контиолахти | Холменколлен | Холменколлен | Холменколлен |
| Очков         | Место         | См        | Инд       | Спр       | Пр        | Спр        | Эст        | Пр         | Эст  | Спр  | Пр   | Спр     | Пр      | МС      | Эст        | Инд        | Пр         | Спр      | Пр       | Эст      | См                      | Спр                     | Пр                      | Инд                     | Эст                     | МС                      | Спр     | Пр      | МС      | Спр         | Спр         | Пр          | Спр          | Пр           | МС           |
| 12            | 90            | —         | —         | —         | —         | —          | —          | —          | —    | —    | —    | —       | —       | —       | —          | —          | —          | 59       | 31       | отм      | —                       | —                       | —                       | —                       | —                       | —                       | —       | —       | —       | —           | —           | —           | 52           | 39           | —            |